# جيمس أ. روبنسون
جيمس أ. روبنسون (بالإنجليزية: James A. Robinson)‏ هو كاتب سير أمريكي، ولد في 1932.